# 翼あるもの
『翼あるもの』（つばさあるもの）は、1978年にリリースされた甲斐よしひろの初のソロカバー・アルバムである。

## 概要
ソロとして初めてリリースしたアルバム。全曲カバーで甲斐よしひろ自身の編曲。レコーディングはアメリカ・ナッシュビルで行われた。本作のためだけにレコード会社をポリドールに変えた。
甲斐は本作について「当時、バンド内に緩い空気が流れており、そこに喝を入れるために制作した。ワンショット契約でレコード会社も変えてリリースした結果、次に出した甲斐バンドのアルバム『誘惑』が良い出来で、その流れで『HERO（ヒーローになる時、それは今）』がシングル1位になった」と語っている。また、レコード会社を変えレコーディングをナッシュビルで行った理由については、ソロ色を強めるためであったとしている。当時、甲斐のようにバンドとソロで違うレコード会社から作品をリリースするというのは、大変珍しいケースであった。
1989年6月25日に、ポリドールより「続 日本ROCKの逆襲」シリーズとしてCD盤がリリースされた。その際、甲斐の意向により収録曲順が入れ替えられた。
2003年にはユニバーサルミュージックより、紙ジャケット・デジタルリマスター盤『翼あるもの (+1)』として復刻。ボーナス・トラックに、シングル『グッド・ナイト・ベイビー』のB面「卒業」が収録されている。

## 収録曲

### アナログ盤
| 全編曲: 甲斐よしひろ。 |                              |            |                |       |
| #                      | タイトル                     | 作詞       | 作曲           | 時間  |
| 1.                     | 「グッド・ナイト・ベイビー」 | ひろまなみ | むつひろし     | 5:23  |
| 2.                     | 「えんじ」                   | 森山達夫   | 森山達夫       | 4:13  |
| 3.                     | 「10＄の恋」                 | 沖てる夫   | 内田勘太郎     | 3:21  |
| 4.                     | 「サルビアの花」             | 相沢靖子   | 早川義夫       | 5:26  |
| 5.                     | 「喫茶店で聞いた会話」       | 山上路夫   | かまやつひろし | 2:31  |
| 合計時間:              | 合計時間:                    | 合計時間:  | 合計時間:      | 20:54 |

| #         | タイトル                     | 作詞         | 作曲         | 時間  |
| --------- | ---------------------------- | ------------ | ------------ | ----- |
| 1.        | 「ユエの流れ」               | 桐雄二郎     | 須摩洋朔     | 3:44  |
| 2.        | 「あばずれセブン・ティーン」 | 浜田省吾     | 浜田省吾     | 3:27  |
| 3.        | 「恋のバカンス」             | 岩谷時子     | 宮川泰       | 4:10  |
| 4.        | 「マドモアゼル・ブルース」   | 橋本淳       | 筒美京平     | 5:45  |
| 5.        | 「薔薇色の人生」             | 甲斐よしひろ | 甲斐よしひろ | 5:57  |
| 合計時間: | 合計時間:                    | 合計時間:    | 合計時間:    | 23:03 |

### 1989年CD盤
| 全編曲: 甲斐よしひろ。 |                              |              |                |       |
| #                      | タイトル                     | 作詞         | 作曲           | 時間  |
| 1.                     | 「恋のバカンス」             | 岩谷時子     | 宮川泰         | 4:10  |
| 2.                     | 「10＄の恋」                 | 沖てる夫     | 内田勘太郎     | 3:21  |
| 3.                     | 「喫茶店で聞いた会話」       | 山上路夫     | かまやつひろし | 2:31  |
| 4.                     | 「マドモアゼル・ブルース」   | 橋本淳       | 筒美京平       | 5:45  |
| 5.                     | 「薔薇色の人生」             | 甲斐よしひろ | 甲斐よしひろ   | 5:57  |
| 6.                     | 「ユエの流れ」               | 桐雄二郎     | 須摩洋朔       | 3:44  |
| 7.                     | 「あばずれセブン・ティーン」 | 浜田省吾     | 浜田省吾       | 3:27  |
| 8.                     | 「えんじ」                   | 森山達夫     | 森山達夫       | 4:13  |
| 9.                     | 「サルビアの花」             | 相沢靖子     | 早川義夫       | 5:26  |
| 10.                    | 「グッド ナイト ベイビー」   | ひろまなみ   | むつひろし     | 5:23  |
| 合計時間:              | 合計時間:                    | 合計時間:    | 合計時間:      | 43:57 |

### 翼あるもの (＋1)
| 全編曲: 甲斐よしひろ。 |                              |              |                |       |
| #                      | タイトル                     | 作詞         | 作曲           | 時間  |
| 1.                     | 「グッド・ナイト・ベイビー」 | ひろまなみ   | むつひろし     | 5:23  |
| 2.                     | 「えんじ」                   | 森山達夫     | 森山達夫       | 4:13  |
| 3.                     | 「10＄の恋」                 | 沖てる夫     | 内田勘太郎     | 3:21  |
| 4.                     | 「サルビアの花」             | 相沢靖子     | 早川義夫       | 5:26  |
| 5.                     | 「喫茶店で聞いた会話」       | 山上路夫     | かまやつひろし | 2:31  |
| 6.                     | 「ユエの流れ」               | 桐雄二郎     | 須摩洋朔       | 3:44  |
| 7.                     | 「あばずれセブン・ティーン」 | 浜田省吾     | 浜田省吾       | 3:27  |
| 8.                     | 「恋のバカンス」             | 岩谷時子     | 宮川泰         | 4:10  |
| 9.                     | 「マドモアゼル・ブルース」   | 橋本淳       | 筒美京平       | 5:45  |
| 10.                    | 「薔薇色の人生」             | 甲斐よしひろ | 甲斐よしひろ   | 5:57  |
| 11.                    | 「卒業」(Bonus Track)        | 能吉利人     | 長谷川きよし   | 5:14  |
| 合計時間:              | 合計時間:                    | 合計時間:    | 合計時間:      | 49:11 |

### 解説

#### Side-A
1. 「グッド・ナイト・ベイビー」
1stシングル。ザ・キング・トーンズのカバー。
2. 「えんじ」
森山達夫（現・森山達也）がアマチュア時代に披露していた楽曲のカバー。
3. 「10＄の恋」
憂歌団のカバー。
4. 「サルビアの花」
早川義夫のカバー。
5. 「喫茶店で聞いた会話」
かまやつひろしのカバー。

#### Side-B
1. 「ユエの流れ」
ザ・フォーク・クルセダーズのカバー。
2. 「あばずれセブン・ティーン」
ロック歌手の浜田省吾による提供曲。元々は、山口百恵に提供する予定で書いたが採用されなかった楽曲で、浜田が甲斐バンドの前座で歌っていたのを甲斐が気に入り、浜田と飲んでいる時に「『レコーディングをしないならオレにくれ』といってもらった」と発売当時の雑誌のインタビューで話している。本作発売時点で、浜田にとっては未発表曲であるため唯一の新曲となる。後に、浜田が1980年に発売されたアルバム『Home Bound』でセルフカバーした。
3. 「恋のバカンス」
ザ・ピーナッツのカバー。
4. 「マドモアゼル・ブルース」
2ndシングル。ザ・ジャガーズのカバー。
5. 「薔薇色の人生」
甲斐バンドの2ndシングル「裏切りの街角」のB面曲のセルフカバー。

## 翼あるもの (＋1)

### 解説
「卒業」
長谷川きよしのカバー。

## 参加ミュージシャン
- Drums：ラリー・ロンディン
- Bass：マイク・リーチ, ヘンリー・ストレッキー
- Keyboard：ボビー・ウッド
- Guitar：レジー・ヤング, ビリー・サンフォード, ビート・ボードナリー
- Fiddle：バディ・スパイカー
- Chorus：シェリー, ジンジャー&リージェーン

- Hone Arranger：ビル・ジャスティス
- Strings Arranger：バーゲン・ホワイト